# Willehadi-Kirche (Eystrup)

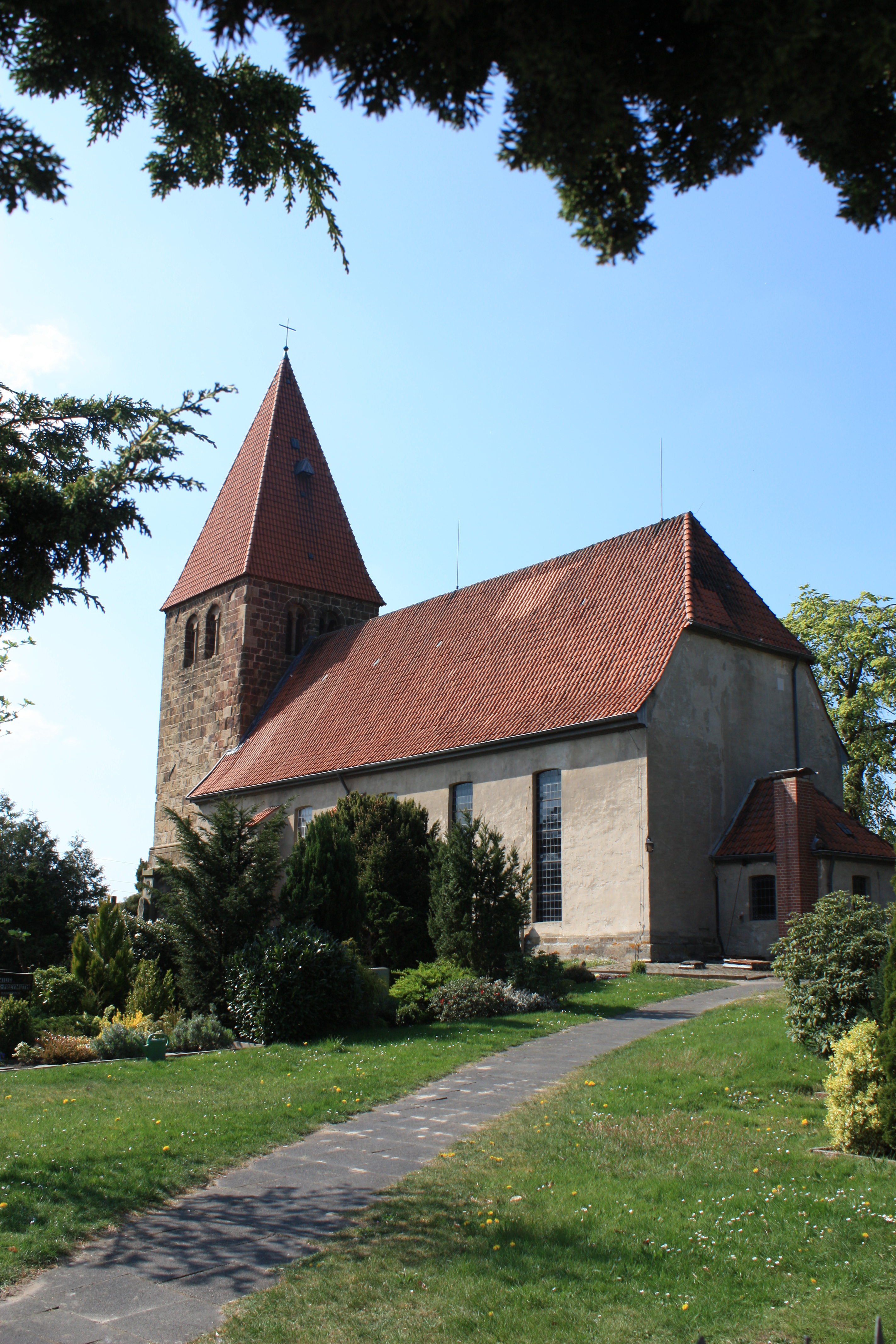
Willehadi-Kirche Eystrup

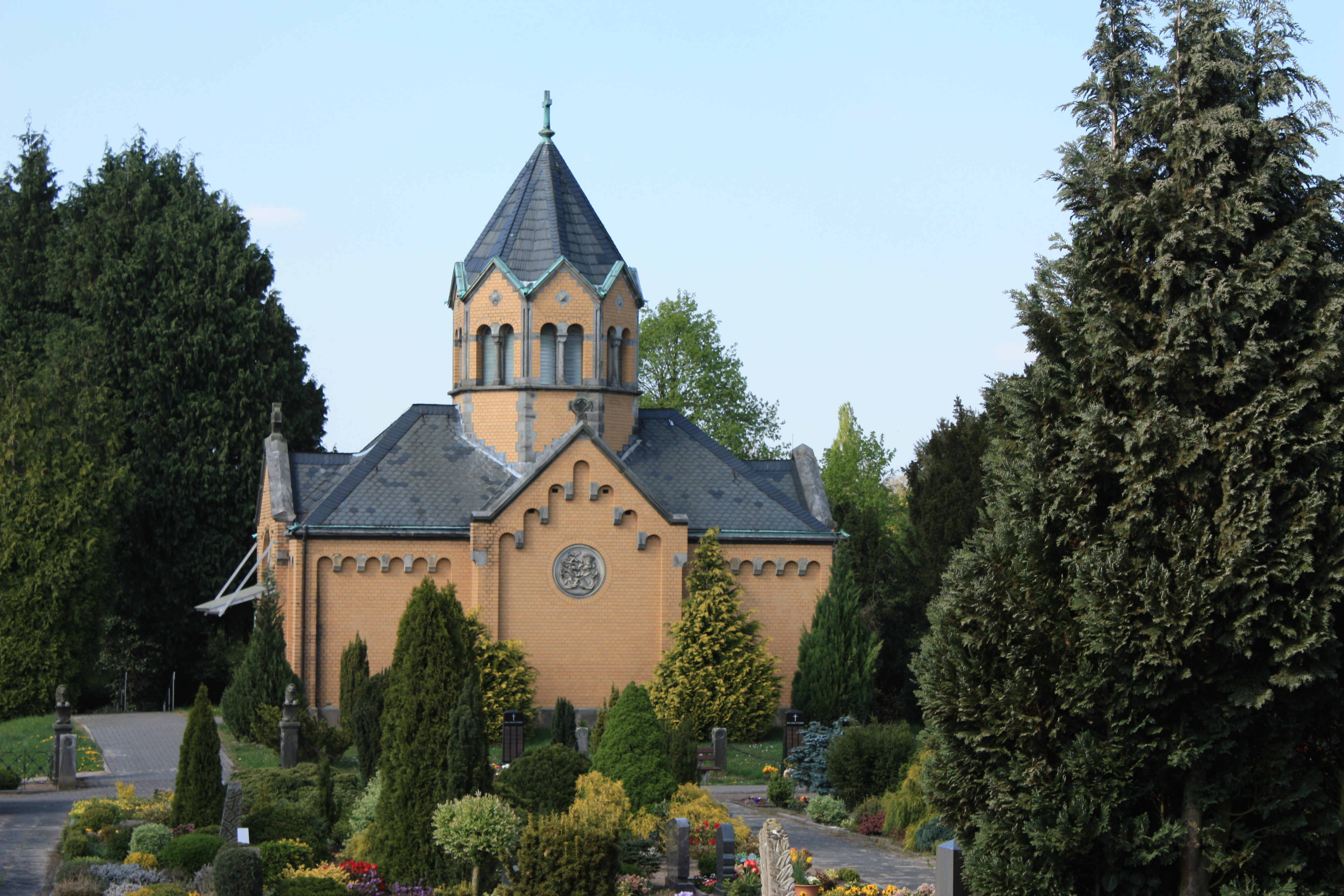
Friedhofskapelle von 1890

Die Willehadi-Kirche ist eine heute evangelisch-lutherische Kirche in Eystrup.

## Beschreibung
Der Turm ist romanisch und hat ein einfaches Zeltdach. Das Kirchenschiff erhielt seine heutige klassizistische Gestalt 1750–1752. Aus dieser Zeit stammen auch die Emporen und der Kanzelaltar. Im Innern der Kirche befindet sich ein Taufstein von 1599 und zwei Altarleuchter von 1628. An der Außenwand der Kirche befinden sich zahlreiche Grabsteine und -platten aus dem 17., 18. und 19. Jahrhundert.

## Geschichte
Wann in Eystrup eine Kirchengemeinde entstand, ist nicht bekannt. Die erste urkundliche Erwähnung stammt aus dem Jahr 1179, in der Papst Alexander III. dem Erzbistum Bremen den Besitz von Kirchen und Gütern bestätigt – u. a. der Kirche zu Eystrup („ecclesiam parochialem Estorp“). 1961 wurde die Kirche nach dem Heiligen Willehad benannt.
Eine Erzählung berichtet, dass Adlige des benachbarten Ritterguts und des nahegelegenen „Siebenmeyerhofs“ Steine für den Bau einer Kirche stifteten und diese jeweils dicht am eigenen Hof sammelten. In einer Nacht stahlen die Leute vom Rittergut die Steine des Siebenmeyerhofs und brachten sie an ihren Platz. Dort, wo heute die Kirche steht.
Auf dem Friedhof, der die Kirche umgibt, befindet sich das ehemalige Mausoleum der Adelsfamilie von Kronenfeldt von 1890, das die Kirchengemeinde 1950 kaufte und seit 2010 als Friedhofskapelle nutzt.